# Somlóvásárhely
Somlóvásárhely är en ort (by) i provinsen Veszprém i västra Ungern. Orten har 1 010 invånare (2024), på en yta av 23,20 km². Den ligger cirka 14 kilometer väster om Ajka.